# Barling (Arkansas)
Barling é uma cidade localizada no estado americano de Arkansas, no Condado de Sebastian.

## Demografia
Segundo o censo americano de 2000, a sua população era de 4176 habitantes. 
Em 2006, foi estimada uma população de 4367, um aumento de 191 (4.6%).

## Geografia
De acordo com o United States Census Bureau tem uma área de 57,1 km², dos quais 56,8 km² cobertos por terra e 0,3 km² cobertos por água. Barling localiza-se a aproximadamente 130 m acima do nível do mar.

## Localidades na vizinhança
O diagrama seguinte representa as localidades num raio de 16 km ao redor de Barling. 